# Congregación Apóstoles de Jesús
La Congregación Apóstoles de Jesús (oficialmente en inglés: Congregation of the Apostles of Jesus) es una congregación clerical de la Iglesia católica de derecho diocesano, fundada por el misionero comboniano Giovanni Marengoni, en Moroto (Uganda), en 1968, con el fin de preparar misioneros para el África. A los religiosos de este instituto se les conoce con el nombre de apóstoles de Jesús y posponen a sus nombres las siglas A.J.

## Historia
La congregación fue fundada en 1968 en la ciudad de Moroto, Uganda, por el sacerdote misionero Giovanni Marengoni, comboniano, con el fin de preparar misioneros dispuestos a evangelizar en África. Aprobada ese mismo año por Sisto Mazzoldi, obispo de Moroto, como congregación de derecho diocesano, con el nihil obstat de Propaganda Fidei.

## Organización
La Congregación Apóstoles de Jesús es un instituto clerical centralizado, cuyo gobierno recae en el superior general, el cual siempre tiene que ser sacerdote, coadyuvado por su consejo. El instituto está presente en Yibuti, Estados Unidos, Etiopía, Italia, Kenia, Reino Unido, Sudáfrica, Sudán, Tanzania y Uganda. La sede central se encuentra en Moroto.
Los apóstoles de Jesús se dedican a la misión Ad Gentes y a la pastoral parroquial. A pesar de ser un instituto clerical, se aceptan laicos que quieran dedicarse a las misiones como consagrados. En 2008, eran unos 370 religiosos, entre sacerdotes y profesos.